# Jack, o Caçador de Gigantes
Jack the Giant Slayer (bra/prt: Jack, o Caçador de Gigantes) é um filme de aventura de 2013 dirigido por Bryan Singer.
O roteiro, de Darren Lemke, Christopher McQuarrie e Dan Studney, é uma adaptação cinematográfica da clássica história "João e o Pé de Feijão (na língua inglesa "Jack" é uma alcunha para "John" ... que aportuguesado é "João") ".[carece de fontes?]
O desenvolvimento do filme iniciou em janeiro de 2009, com a contratação de D.J. Caruso para dirigir o longa-metragem. Em agosto, Caruso foi substituído por Singer, que contratou McQuarrie para retrabalhar o roteiro em abril de 2010. Os personagens principais foram lançados entre fevereiro e março de 2011, e fotografia principal começou em abril de 2011 na Inglaterra com locais em Somerset, Gloucestershire e Norfolk.
Jack the Giant Slayer foi lançado em 1 de março de 2013 nos Estados Unidos, 29 de março de 2013 no Brasil, e 21 de março de 2013 em Portugal. O filme recebeu críticas mistas de críticos e é considerado um fracasso de bilheteria, perdendo entre 125 e 140 milhões de dólares estadunidenses para a Legendary Pictures.

## Elenco
- Nicholas Hoult como Jack, um jovem agricultor que lidera a missão de resgatar a princesa.[6]
- Eleanor Tomlinson como Isabelle, a princesa que é sequestrada por gigantes.
- Stanley Tucci como Lord Roderick, conselheiro do rei que planeja assumir o reino.[7]
- Ian McShane como rei Brahmwell, o pai da princesa, que quer que sua filha se case com lorde Roderick.[8]
- Bill Nighy e John Kassir como a voz e captura de movimento do general Fallon, o líder de duas cabeças dos gigantes. Nighy faz a cabeça maior, enquanto  Kassir faz a cabeça menor.
- Ewan McGregor como Elmont, o capitão da guarda do rei, que se junta à missão de resgatar a princesa.[9]
- Eddie Marsan como Crawe, assistente de Elmont e segundo no comando
- Ewen Bremner como  Wicke, assistente de lorde Roderick.

## Recepção
No site agregador de críticas Rotten Tomatoes, 51% das 195 resenhas dos críticos são positivas, com uma classificação média de 5,7/10. O consenso crítico do site diz que "é entusiasticamente atuado e razoavelmente divertido, mas (...) também está sobrecarregado por efeitos digitais e uma história suave e impessoal". O Metacritic, que usa uma média ponderada, atribuiu ao filme uma pontuação de 51 em 100, baseado em 37 críticos, indicando críticas "mistas ou médias".

## Produção
É um conto de fadas muito tradicional, provavelmente a coisa mais tradicional que eu já fiz. Mas também vai ser um toque divertido sobre a noção de como esses contos são contadas. Mas e se eles foram baseados em algo que realmente aconteceu?... E se olharmos para trás na história que inspirou a história que você lê para seus filhos?

### Desenvolvimento
Em janeiro de 2009, New Line Cinema contratou D.J. Caruso para dirigir Jack the Giant Killer. O roteiro foi escrito por Darren Lemke e, posteriormente, reescrito por Mark Bomback. Em agosto de 2009, iniciou especulações em diversos sites sobre cinema que Bryan Singer poderia estar substituindo Caruso e tornou-se oficial em setembro de 2009.
Em abril de 2010, Singer voltou a trabalhar com o roteirista, Christopher McQuarrie voltou também para ajudar no roteiro. Singer e McQuarrie já trabalharam anteriormente em Public Access, The Usual Suspects, Apt Pupil e Operação Valquíria. O cantor afirmou: "Chris McQuarrie fez uma re-escreveu de forma significativa. Ele trouxe uma estrutura diferente. Uma história diferente que envolveu os mesmos personagens, mas alguns malabarismos que foram trocados. Ele só trouxe uma perspectiva muito diferente".

### Pré-produção
Em outubro de 2010, a New Line Bryan Singer deu luz verde para começar a pré-produção de trabalho em Jack the Giant Killer , com produção prevista para começar na primavera seguinte. Em novembro de 2010, Aaron Johnson, Nicholas Hoult e Aneurin Barnard foram-se para o papel de jovem agricultor e Adelaide Kane, Lily Collins e Juno Temple estavam testando para a parte da princesa.

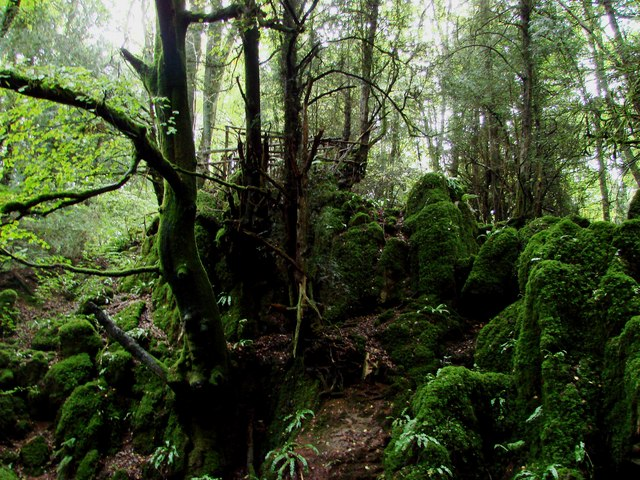
Parte da Puzzlewood mostrando uma cena típica de raízes de árvores

Em dezembro de 2010, Singer que, "Estou muito ansioso para usar a Red Epic para o meu próximo filme Jack the Giant Killer, que será filmado em 3-D. O tamanho da câmera é incrivelmente compacto e resolução extraordinária são ideais para o formato 3D. Mas o mais importante Jack the Giant Killer é o meu primeiro filme situado em um tempo antes da tecnologia extraordinária me permite explorar de forma mais eficaz o uso da luz natural".

### Filmagens
A fotografia principal começou em 12 de abril de 2011, na Grã-Bretanha. Em maio de 2011, a produção se mudou para Somerset, na Inglaterra por duas semanas com filmagens programadas em Wells, Cheddar e locais secretos no município, incluindo cenas filmadas na Catedral de Wells. Também em maio, as cenas foram gravadas em Puzzlewood na Floresta de Dean perto Coleford, Gloucestershire. Puzzlewood, que apresenta árvores incomuns e formações rochosas, que tinha sido utilizado para a filmagem da série de TV: Doctor Who e As Aventuras de Merlin na BBC. A floresta mesmo é dito ter inspirado J. R. R. Tolkien a escrever O Hobbit.